# Okręg białostocki Kościoła Chrześcijan Baptystów w RP

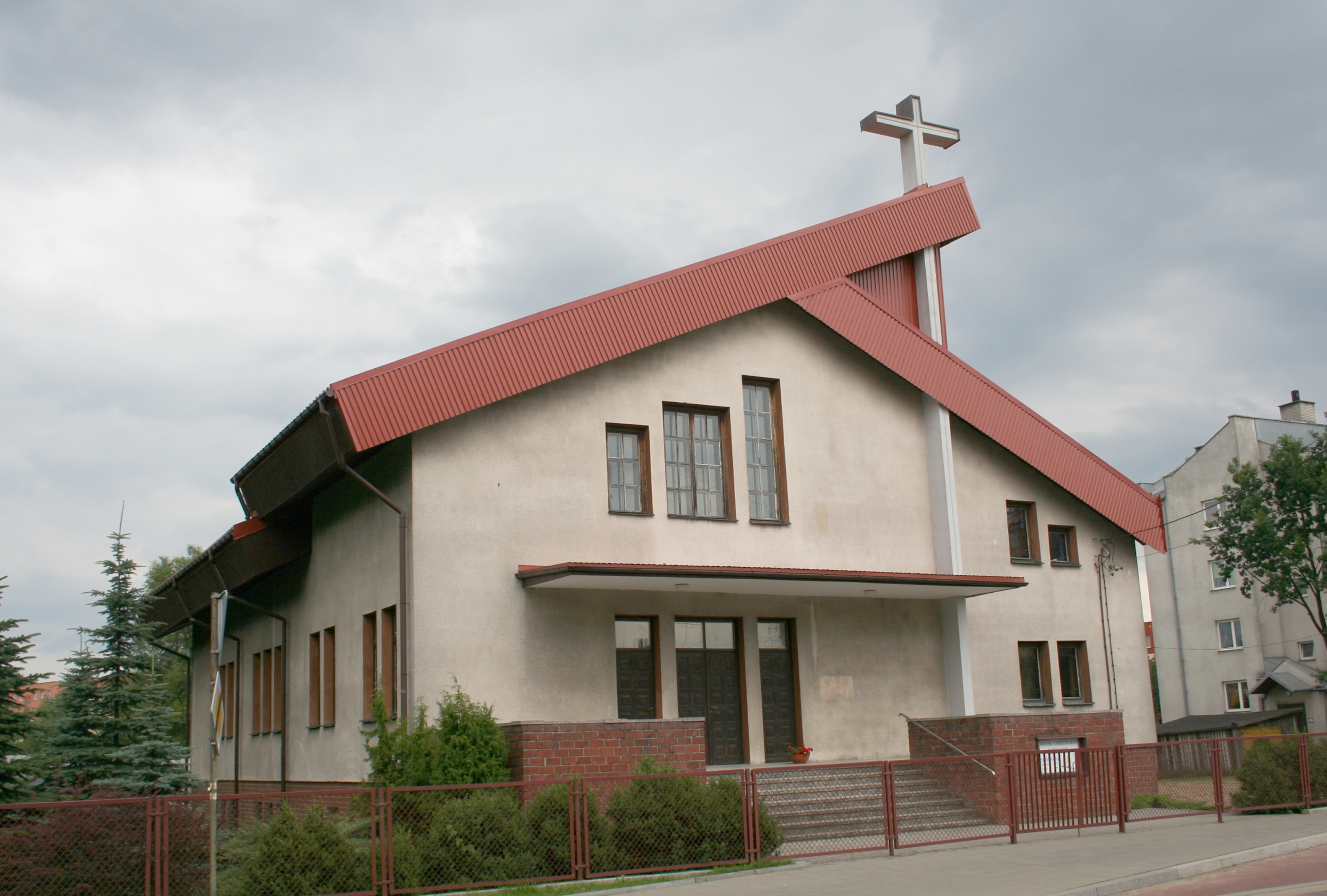
Zbór w Hajnówce

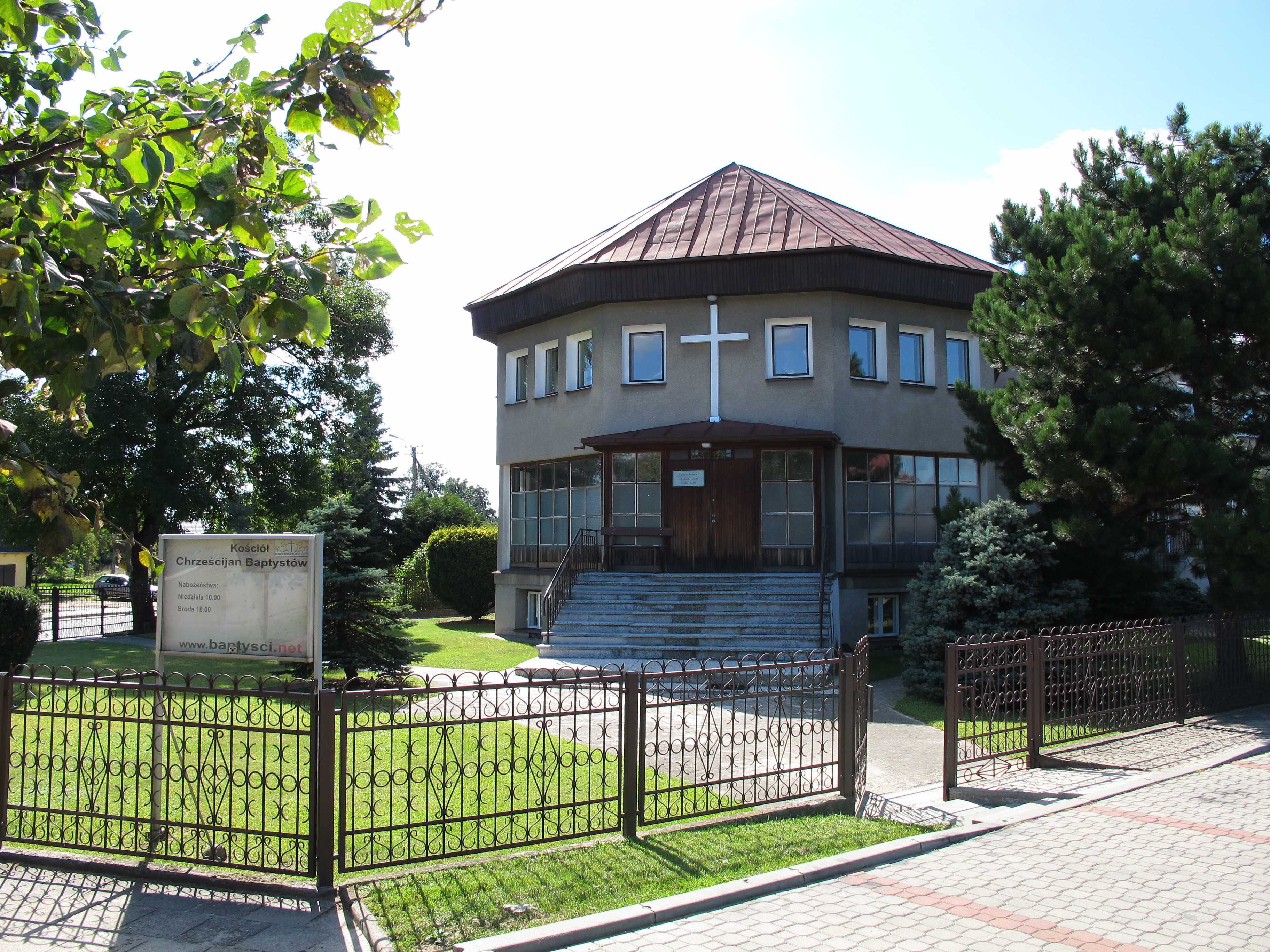
Zbór w Bielsku Podlaskim

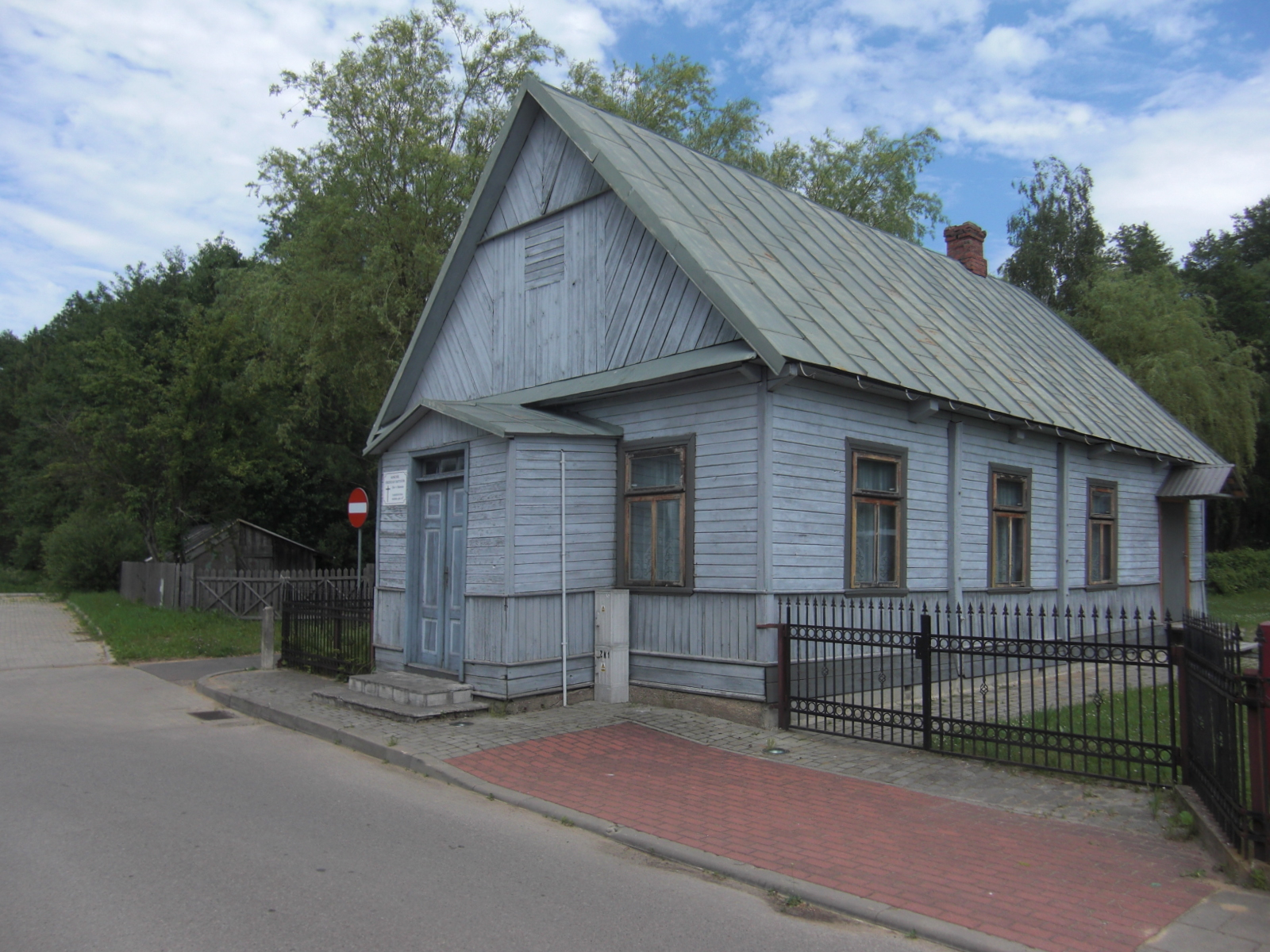
Zbór w Białowieży

Okręg Białostocki – jeden z dziewięciu okręgów Kościoła Chrześcijan Baptystów w RP liczący 9 zborów, ponadto 1 placówka. Przewodniczącym Rady Okręgu jest pastor Mieczysław Piotrowski. Przedstawicielem okręgu w Radzie Kościoła jest pastor Mieczysław Piotrowski.
W roku 2013 okręg liczył 513 członków (nie licząc dzieci).

## Zbory
Lista zborów okręgu białostockiego (w nawiasie nazwa zboru):
- zbór w Białowieży
- zbór w Białymstoku
- zbór w Białymstoku („Ku Zbawieniu”)
- zbór w Bielsku Podlaskim
- zbór w Dubiczach Cerkiewnych
- zbór w Hajnówce
- zbór w Kleszczelach
- zbór w Narwi
- zbór w Orli